# Опутин, Геннадий Георгиевич
Генна́дий Гео́ргиевич Опу́тин (март 1913, пос. Чёрмоз, Пермская губерния — 9 сентября 1994, Москва) — советский партийный и государственный деятель, председатель Молотовского облисполкома (1950—1953).

## Биография
Член ВКП(б) с 1941 г. В 1936 г. окончил Челябинский институт механизации сельского хозяйства (инженер-механик).
- 1936—1938 гг. — старший механик Осинской МТС,
- 1938—1939 гг. — заведующий авто-тракторной лабораторией Челябинского института механизации сельского хозяйства,
- 1939—1940 гг. — помощник командира роты по технической части автомобильного батальона РККА,
- 1940—1942 гг. — инженер-конструктор серийно-конструкторского бюро завода № 19 им. И. В. Сталина,
- 1942—1943 гг. — инструктор сельскохозяйственного отдела Молотовского обкома ВКП(б),
- 1943—1944 гг. — заместитель заведующего сельскохозяйственным отделом Молотовского обкома ВКП(б),
- 1944—1948 гг. — первый секретарь Пермско-Ильинского районного комитета ВКП(б),
- 1948—1950 гг. — заведующий сельскохозяйственным отделом Молотовского обкома ВКП(б),
- 1950—1950 гг. — заместитель председателя,
- 1950—1953 гг. — председатель Исполнительного комитета Молотовского областного Совета.

Избирался делегатом XIX съезда ВКП(б).